# Проспект Богдана Хмельницкого (Днепр)
Проспект Богдана Хмельницкого (укр. проспект Богдана Хмельницького) — один из главных проспектов города Днепр на Украине.

## История
Проспект Богдана Хмельницкого проходит через давнее казацкое поселение слобода Половица. В прошлом назывался Сурско-Литовское шоссе. В 1957 году по шоссе запустили трамвайный маршрут № 12. По приходе советской власти шоссе переименовали в улицу Днепропетровскую. Это название до сих пор сохранилось в продолжении магистрали в селе Селецкое. В 1980 году переименована в улицу Героев Сталинграда. В рамках декоммунизации на Украине магистраль была переименована в проспект Богдана Хмельницкого.

## Объекты
- №8 — Отделение почтовой связи №69
- №9 — редакция газеты «Днепровская неделя»
- №17 — Днепропетровская областная станция переливания крови
- №19 — Городская клиническая больница №16

- №23 — Днепропетровской медицинское училище
- №25 — налоговая инспекция Шевченковского района
- Парк Богдана Хмельницкого — в парке находится памятник Хмельницкому
- Парк Льва Писаржевского — с памятником жертвам голодомора, еврейским мемориальным комплексом «Мацева», памятником расстрелянным мирным жителям 1941 года и Обелиском с барельефным портретом Льву Писаржевскому
- Парк 40-летия освобождения Днепропетровска — территории парков Богдана Хмельницкого, Льва Писаржевского и 40-летия освобождения Днепропетровска составляли городское кладбище, до тех пор, пока в 1957 году некрополь не был разрушен. Сохранено было 2 могилы — обширный воинский некрополь (2076 солдат Красной Армии) и могила известного городского архитектора Александра Красносельского (1877—1944)
- №29 — стадион «Трудовые резервы»
- №105 — ГАИ Шевченковского района
- №146 — автохозяйство ГУМВД в Днепропетровской области
- Сурско-Литовское кладбище

## Транспорт
- Трамвайные маршруты №12, 16
- Троллейбусные маршруты №8, 9, 11